# Gracza György
Gracza György (Vehéc, 1856. szeptember 12. – Budapest, 1908. május 14.) újságíró, író, történetíró.

## Életrajz
Hont vármegyei régi nemesi családból származott. Alsóbb iskoláit Sátoraljaújhelyen, Egerben, Szatmáron és Debrecenben végezte, majd a budapesti egyetemen jogot hallgatott. Már egyetemi évei alatt cikkei jelentek meg az Új Idők, a Független Polgár és a Családi Kör című lapokban. 1878-tól a Független Hírlap, 1882-től a függetlenségi szellemű Budapest című képes politikai lap munkatársa lett. 1884-től a Budapest felelős szerkesztője, majd főszerkesztője.  1903-ban idegbetegsége miatt lemondott a lapnál betöltött tisztségéről.
Újságírói tevékenysége mellett regényeket és népszerűsítő történelmi munkákat is írt. Részt vett a Tolnai Világtörténete szerkesztésében és ő szerkesztette az 1886 és 1900 között megjelent Budapest nagy képes naptára és a Budapest kis képes naptára című kiadványokat. Follinus Emillel összegyűjtötte korának mulatságos anekdotáit és 1887-ben, majd az anyagot jelentősen bővítve 1902-ben könyv alakban kiadta. Legismertebb munkája Az 1848–49-iki Magyar Szabadságharcz Története, amely a korszak történetét nem eredeti dokumentumok kutatása alapján, felületesen tárgyalja.
A "történet a népek" oktatója, — úgy mondják. Legyen szabad remélnem, hogy igénytelen művem ez irányban is teszen valamicske szolgálatot. Talán erősíteni fogja a nagy idők nagy alakjai iránti kegyeletet, talán hozzájárul a szabadságszeretet és a nemzeti öntudat emeléséhez. Vajha úgy lenne'

Isten áldása legyen a hazán.
Budapest. 1894 deczember 1,
Gracza György.
Írásaihoz gyakran használta a Jánki György, Tövis, Csipke-Rózsa és Tiborcz írói álneveket.

## Főbb művei
- A Corvinák (névtelenül, Budapest, 1875, német és magyar nyelven is)
- A halál őrültjei (regény, Budapest, 1886)
- A nevető Magyarország. A legújabb adomák egyetemes gyűjteménye (Follinus Emillel, Budapest, 1887; bővített kiadás: Budapest, 1901. I. kötet II. kötet)[2] - MEK online változat
- Kossuth Lajos élete és működése (Budapest, 1893)
- 1848 március 15. (Budapest, 1898)
- Az 1848-49-iki magyar szabadságharcz története I–V. (Budapest, 1894–1898) [3][4]
- Talpra magyar!… Az 1848-iki magyar szabadságharc története (Budapest, 1906, újabb kiadások: 1923, 1940)[5] - MEK online változat

## Külső hivatkozások
- A nevető Magyarország (MEK)